# Лупасси, Маноли
Джордж Мано́ли Лупа́сси (англ. George Manoli Loupassi; род. 8 июня 1967, Ричмонд, Виргиния, США) — американский политик-республиканец, член Палаты делегатов Виргинии от 68-го избирательного округа (2008—2018). Член Американо-греческого прогрессивного просветительского союза (AHEPA).

## Биография

### Ранние годы, семья и образование
Родился 8 июня 1967 года в Ричмонде (Виргиния, США) в семье грека Мануэля Лупасси, выходца с острова Крит (Греция). Имеет двух сестёр.
Дядя отца Маноли, работавший в Западной Виргинии, посылал деньги на Крит, чтобы помочь своей сестре в послевоенный период, в том числе оплатить проведение электричества в её дом.
Отец Маноли, прибывший в Ричмонд в 1958 году и получивший гражданство США в 1964 году, начинал работать мойщиком посуды, впоследствии став ресторатором и инвестором в недвижимость. Семейным рестораном итальянской и греческой кухонь «Robin Inn» сегодня управляет Ники Лупасси, сестра Маноли Лупасси, который с 10-летнего возраста работал мойщиком посуды и полов в «Robin Inn».
В 1985 году окончил Школу Святого Христофора в Ричмонде.
В 1989 году окончил Университет Вашингтона и Ли со степенью бакалавра гуманитарных наук.
В 1992 году получил степень доктора права в Школе права Ричмондского университета.

### Карьера
По окончании университета работал в крупной юридической фирме.
В 1998—2006 годах — казначей Комитета отделения Республиканской партии в Ричмонде.
В 2000—2006 годах — член городского совета Ричмонда, в котором представлял 1-й избирательный округ Вест-Энда.
В течение шести лет был прокурором округа Хановер и города Ричмонд, являлся членом мультиюрисдикционного Великого жюри округов Честерфилд, Энрико и Хановер, а также города Ричмонд. В этот период ему удалось добиться тюремного заключения для некоторых местных самых опасных преступников, включая сексуальных маньяков, убийц, насильников, грабителей и пьяных водителей.
В ноябре 2007 года был избран членом Палаты делегатов Виргинии от 68-го избирательного округа.

#### Участие в комитетах, советах и комиссиях
- Комитет по судебным установлениям
- Подкомитет Палаты по вопросам подбора судей (председатель)
- Комитет по торговле и труду
- Комиссия штата по предупреждению преступности (член, с 2011 года)
- Городской совет Ричмонда (вице-мэр и президент, 2005—2006)
- Городской совет Ричмонда по 1-му избирательному округу (член, 2000—2006)
- Городская комиссия по общественной безопасности (председатель, 2000—2004)
- Городской комитет по экономическому развитию (член, 2000—2004)
- Городской комитет по финансам (2000—2004)

## Членство в организациях
- член совета директоров Музея Холокоста Виргинии[англ.] (с 2005 года).
- член совета директоров некоммерческой детской клиники «Scottish Rite Childhood Language Center» (2006—2011).
- член совета директоров фермы Элк-Хилл[англ.] (2007—2014).
- член совета директоров Органа оказания скорой помощи Ричмонда (2000—2003).
- член совета выпускников средней школы святого Христофора (1997—2003).
- казначей Комитета отделения Республиканской партии в Ричмонде (1998—2006).
- член AHEPA.
- член Ротари-клуба Ричмонда (1997—2004).
- член совета директоров благотворительной организации «Каритас» (1996—2000).
- член адвокатской палаты Ричмонда.
- член ассоциации юристов-криминалистов Ричмонда.
- член Коллегии адвокатов Виргинии[англ.].
- и др.

## Личная жизнь
В браке с Ребеккой Хайд Стюарт имеет сына Маноли и дочерей Докси и Стюарт.